# گارد ملی اوکراین
گارد ملی اوکراین (به اوکراینی: Національна гвардія України, Natsionalna hvardiya Ukrayiny؛ به اختصار NGU) ژاندارمری ملی اوکراین و بخشی از وزارت امور داخلی این کشور است. این گارد در ابتدا به عنوان یک آژانس، تحت کنترل مستقیم رادای ورخوونا در ۴ نوامبر ۱۹۹۱، پس از استقلال اوکراین ایجاد شد. سپس در ۱۱ ژانویه ۲۰۰۰ توسط رئیس‌جمهور وقت، لئونید کوچما، منحل و در نیروهای داخلی اوکراین ادغام شد. پس از انقلاب اوکراین در اوایل سال ۲۰۱۴ در ۱۳ مارس ۲۰۱۴، در بحبوحه مداخله روسیه، گارد ملی مجدداً تأسیس شد و نیروهای داخلی منحل شدند.

## نشان‌ گارد ملی اوکراین (۱۹۹۱-۲۰۰۰)

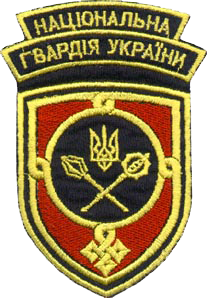
مرکز فرماندهی
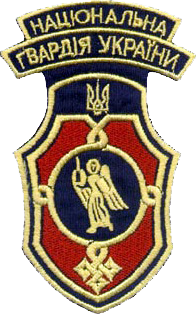
بخش اول کیف
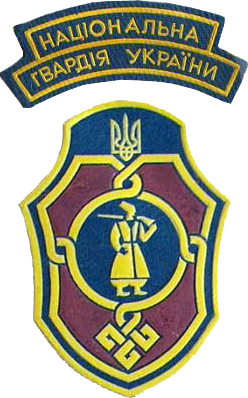
لشکر ۲ شرقی
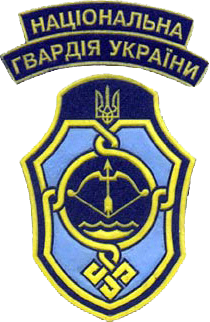
لشکر ۳ جنوبی
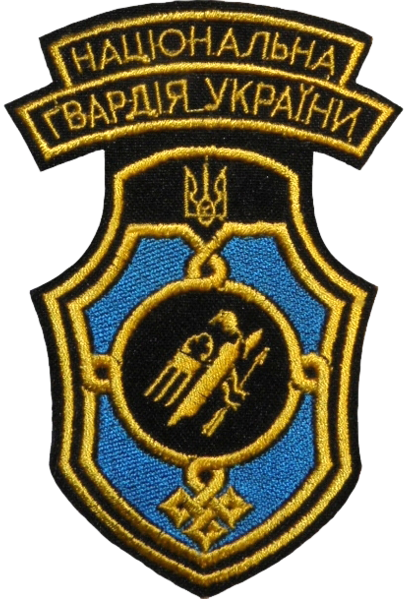
لشکر ۴ شمالی
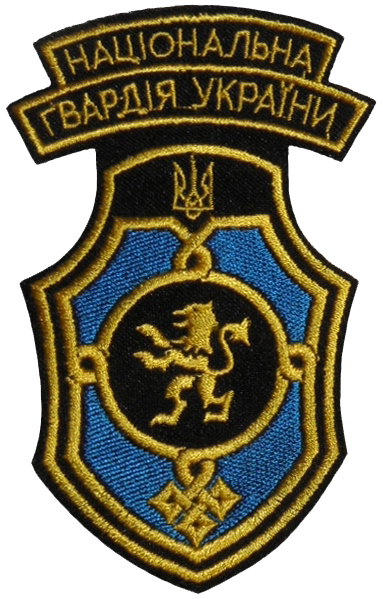
لشکر پنجم غرب
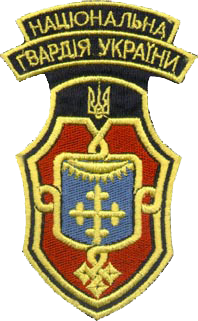
لشکر ۶ شرق
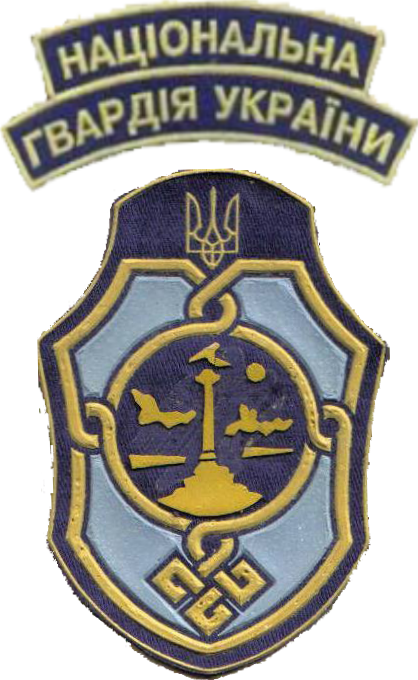
لشکر ۷ کریمه